# NGC 7717
NGC 7717 este o galaxie situată în constelația Vărsătorul. A fost descoperită în 1876 de către Ernst Wilhelm Tempel.